# Tlhankane
Tlhankane – wieś w Botswanie w dystrykcie Southern. Według spisu ludności z 2011 roku wieś liczyła 722 mieszkańców.